# انتخابات بلدية أرض البنط 2021
أُجريت الانتخابات البلدية في بونتلاند ، إحدى دول الصومال ، في 25 أكتوبر 2021، مع الانتخابات التمهيدية في قرضو وإيل وعفين لمجالس لهذه المقاطعات الثلاث قبل انتخابات المجالس المحلية على مستوى الولاية والمتوقع إجراؤها في أوائل عام 2022. كانت الانتخابات هي الأولى على أساس مبدأ الرجل الواحد ، ويتم إجراء صوت واحد في الصومال منذ عام 1969 والدولة منذ تشكيلها في عام 1998.
يترشح المرشحون في انتخابات الدوائر ويتم ترشيحهم من قبل الأحزاب السياسية . يتم بعد ذلك اختيار رئيس البلدية ومجلس المقاطعة داخليًا من قبل المجالس في أول جلسة خاصة للدورة التشريعية الجديدة.

## نتائج
اختتمت اللجنة الانتخابية الانتقالية في بونتلاند (تي بي إي سي) بنجاح الانتخابات في ثلاث مقاطعات - قرضو وإيل وأفين في 26 أكتوبر.
من أصل 87 مقعدًا في المجلس ، خرجت 23 امرأة منتصرة. في قرضو، تم الإدلاء بـ 16722 صوتًا، و 15343 صوتًا صحيحًا، و 1،379 صوتًا باطلًا. من أصل 33 مقعدًا، فاز الرجال بـ 24 مقعدًا وتسعة للإناث. في إيل، تم الإدلاء بـ 6766 صوتًا - 5406 صوتًا كانت صحيحة و 1360 صوتًا باطلًا. وفاز الذكور بما مجموعه 21 مقعدا وفازت الإناث بستة. وشهدت منطقة أفين 5،366 صوتًا ، مع 4،739 صوتًا صحيحًا واعتُبر 627 صوتًا باطلاً. وفاز الرجال بـ19 وفاز بالنساء 8.
في هنأ الشركاء الدوليون شعب أرض البنط على قيادته الطريق نحو تأسيس نظام انتخابات الاقتراع العام في جميع أنحاء الصومال. ستُجرى انتخابات بلدية مماثلة في المقاطعات المتبقية في عام 2022.
| حزب، حفلة        | الأصوات | نسبة التصويت | مقاعد |
| ---------------- | ------- | ------------ | ----- |
| الحقيقة والعدالة | 316     | 5.8٪         | 2     |
| القوى العاملة    | 55      | 1.0٪         | 0     |
| الشباب           | 9       | 0.2٪         | 0     |
| العدل والمساواة  | 854     | 15.8٪        | 4     |
| كاه              | 2،659   | 49.2٪        | 13    |
| ميدي             | 1،108   | 20.5٪        | 6     |
| مستقبل           | 41      | 0.8٪         | 0     |
| هورسيد           | 359     | 6.6٪         | 2     |
| إيفيي            | 5       | 0.1٪         | 0     |
| المجموع          | ٥٤٠٦    | ١٠٠,٠٪       | ٢٧    |

| حزب، حفلة        | الأصوات | نسبة التصويت | مقاعد |
| ---------------- | ------- | ------------ | ----- |
| الحقيقة والعدالة | 47      | 1.0٪         | 0     |
| القوى العاملة    | 13      | 0.3٪         | 0     |
| الشباب           | 10      | 0.2٪         | 0     |
| العدل والمساواة  | 1،248   | 26.3٪        | 7     |
| كاه              | 1،741   | 36.7٪        | 10    |
| ميدي             | 1300    | 27.4٪        | 8     |
| مستقبل           | 192     | 4.1٪         | 1     |
| هورسيد           | 180     | 3.8٪         | 1     |
| إيفيي            | 8       | 0.2٪         | 0     |
| المجموع          | 4،739   | 100.0٪       | 27    |

| حزب، حفلة        | الأصوات | نسبة التصويت | مقاعد |
| ---------------- | ------- | ------------ | ----- |
| الحقيقة والعدالة | 85      | 0.6٪         | 0     |
| القوى العاملة    | 29      | 0.2٪         | 0     |
| الشباب           | 12      | 0.1٪         | 0     |
| العدل والمساواة  | 4،197   | 27.4٪        | 9     |
| كاه              | 5،469   | 35.6٪        | 12    |
| ميدي             | 5،173   | 33.7٪        | 11    |
| مستقبل           | 10      | 0.1٪         | 0     |
| هورسيد           | 150     | 1.0٪         | 0     |
| إيفيي            | 218     | 1.4٪         | 1     |
| المجموع          | 15343   | 100.00٪      | 33    |

| حزب، حفلة        | الأصوات | نسبة التصويت | مقاعد |
| ---------------- | ------- | ------------ | ----- |
| الحقيقة والعدالة | 448     | 1.8٪         | 2     |
| القوى العاملة    | 97      | 0.4٪         | 0     |
| الشباب           | 31      | 0.1٪         | 0     |
| العدل والمساواة  | 6299    | 24.7٪        | 20    |
| كاه              | 9869    | 38.7٪        | 35    |
| ميدي             | 7581    | 29.7٪        | 25    |
| مستقبل           | 243     | 1.0٪         | 1     |
| هورسيد           | 689     | 2.7٪         | 3     |
| إيفيي            | 231     | 0.9٪         | 1     |
| المجموع          | 25488   | 100.0٪       | 87    |